# Eduard Ivanovitj Totleben

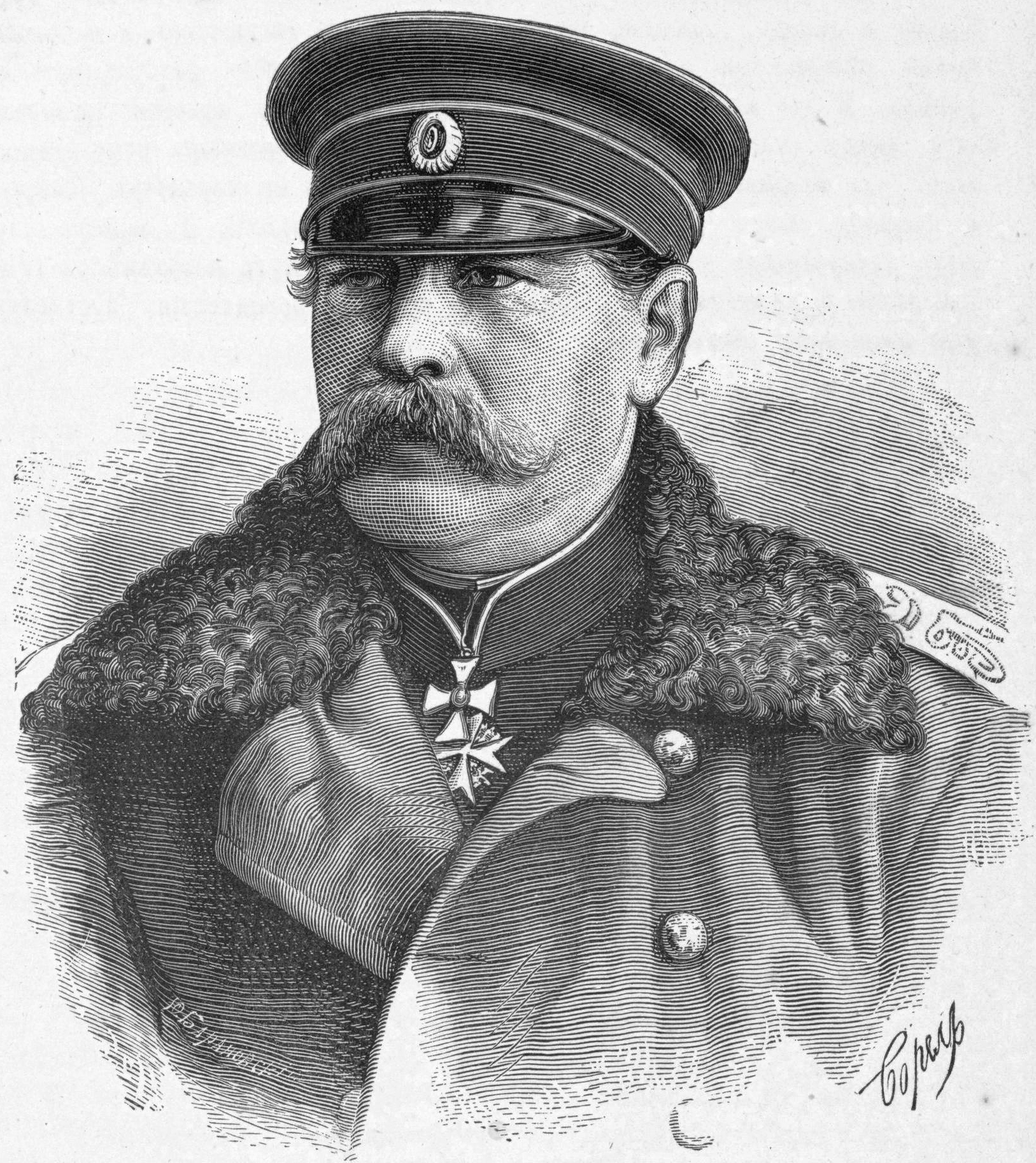
Eduard Ivanovitj Totleben

Frans Eduard Ivanovitj Totleben (lettiska: Francis Eduards Totlēbens, född 1818 i Jelgava, Lettland, Kejsardömet Ryssland,  död 1884 i Soden, nära Frankfurt am Main, var en rysk greve, ingenjörsgeneral och härförare. 
Totleben, ingenjörofficer från 1836, utmärkte sig i fälttågen i Kaukasus 1848-50. Han deltog 1853-54 som överstelöjtnant i Donaufälttåget, under vilket han en tid ledde operationerna mot Silistra. Hans största bragd inträffade i september 1854 till juni 1855 då han sårades i striderna. Han ledde och skildrade (i 5 band) 1864-72 försvaret av Sevastopol på Krim, där han under fiendens åsyn, till största delen skapade de befästningslinjer, som gjorde det möjligt för ryssarna att utkämpa en bland de längsta försvarsstrider krigshistorien känner. Han utmärkte sig där även i artilleriets användning och minkrigets ledning. 
Totleben befordrades 1855 till generalmajor och 1860 till generallöjtnant. Som chef för ingenjördepartementet i krigsministeriet (1859), stabschef (1861), biträde åt generalinspektören över ingenjörkåren storfurst Nikolaus (1863) och ingenjörgeneral (1869) utvecklade han storartad verksamhet vid de ryska fästningarnas ombyggnad. Särskilt är befästningarna vid Nikolajevs hamn, Donaumynningarna och (de nyare vid) Kronstadt hans verk. 
Sedan ryssarna blivit tillbakaslagna tre gånger utanför Plevna under turkiska kriget 1877-78, tillkallades (i september 1877) Totleben, som fullbordade en fullständig inneslutning. Följden blev att Plevna föll 10 december samma år. I slutet av 1878 blev Totleben hela operationsarméns överbefälhavare samt tilltvang sig Schumen och Varna. 
1879 utnämndes Totleben till generalguvernör i Odessa och greve samt 1880 till befälhavare i Vilnius militärdistrikt. Hans verksamhet inskränkte sig icke enbart till det militära området. Ryssland har till exempel honom att tacka för sina första järnvägar. Totleben var även ledamot av svenska Kungliga Krigsvetenskapsakademien (1856).